# Kootenay
Pour les articles homonymes, voir Kootenay (homonymie).
La Kootenay (au Canada, en anglais Kootenay River) ou Kootenai (aux États-Unis, en anglais Kootenai River) est une rivière qui prend sa source en Colombie-Britannique au Canada et qui traverse les États du Montana et de l'Idaho aux États-Unis. Il s'agit du principal affluent du fleuve Columbia. C'est également l'un des rares cours d'eau à revenir au Canada après avoir traversé une première fois la frontière.
La Kootenay prend sa source dans les montagnes Rocheuses à l'est de la Colombie-Britannique. Elle a donné son nom au parc national de Kootenay qu'elle traverse.
Le barrage Libby situé dans le Montana a permis la création du lac Koocanausa de part et d'autre de la frontière entre le Canada et les États-Unis.
La Kootenay se jette dans le Columbia à l'est de la petite ville de Castlegar.

## Affluents
- Yaak (rivière)